# Monarchie grenadienne
La monarchie grenadienne est le régime politique en vigueur à la Grenade, dont le chef d'État est un monarque désigné selon le principe héréditaire. L'actuel monarque grenadien est le roi Charles III, qui est également roi de quatorze autres royaumes appelés royaumes du Commonwealth. Comme le monarque ne demeure pas à la Grenade, il délègue ses fonctions au gouverneur général de la Grenade (actuellement Dame Cécile La Grenade, depuis le 7 mai 2013).
Bien que la personne du monarque soit partagée avec 14 autres États souverains du Commonwealth, les monarchies de ces pays sont séparées et juridiquement distinctes. En conséquence, le souverain est officiellement titré roi de la Grenade et, à ce titre, lui et les autres membres de la famille royale assument diverses fonctions publiques et privées dans le pays, et au nom de la Grenade à l'étranger. Le roi Charles III est cependant le seul membre de la famille royale à jouir d'un rôle constitutionnel. Si certaines fonctions appartiennent au seul monarque, la plupart de ses pouvoirs sont exercés par le gouverneur général.

## Histoire
Les origines historiques de la monarchie grenadienne résident dans le colonialisme britannique, lorsque le Royaume-Uni a étendu son empire et a établi, au XVIIIe siècle, des colonies dans différentes parties du monde,. Progressivement, ces colonies reçoivent la souveraineté sur leur administration. Par le Statut de Westminster de 1931, tous ces États obtiennent une position complètement égale au sein du Commonwealth. Plusieurs anciennes colonies considèrent encore le monarque britannique comme leur souverain et sont aujourd'hui des royaumes du Commonwealth. En plus d'être le chef d'État nominatif de ces pays, le monarque est d'ailleurs le chef du Commonwealth. Bien que partageant le même souverain, les royaumes du Commonwealth sont des États indépendants les uns des autres, chacun possédant sa propre Couronne.
Pendant la période du Gouvernement révolutionnaire populaire, la Grenade est demeurée un royaume du Commonwealth ; la reine Élisabeth II a ainsi été, de 1979 à 1983, le chef d'État officiel d'un pays communiste.

## Rôle constitutionnel
Le souverain est théoriquement investi des pouvoirs d'un monarque constitutionnel, mais dans les faits, la quasi-totalité de ces pouvoirs est exercée par le gouverneur général de la Grenade, représentant du roi, qui agit uniquement sur avis du Parlement et du gouvernement. Par conséquent, comme d'autres pays du Commonwealth, le pays est une monarchie parlementaire. Quelques fonctions doivent néanmoins être remplies spécifiquement par le monarque (par exemple donner la sanction royale à la nomination du gouverneur général) ou réclament à la fois l'accord du monarque et celui du gouverneur général. Pour toutes les questions relatives à la Grenade, le souverain est conseillé uniquement par les ministres de la Couronne grenadiens. En outre, le roi n'intervient jamais directement dans les affaires politiques.

## Titre du roi

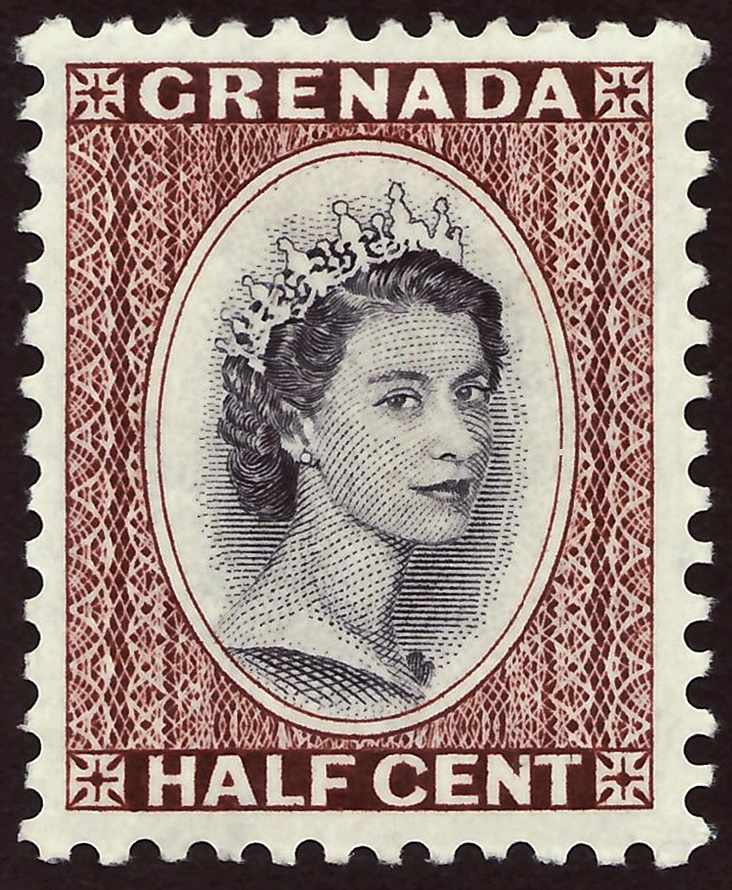
Timbre émis à la Grenade à l'occasion du couronnement de la reine Élisabeth II (1953).

Charles III possède officiellement un titre différent dans chacun de ses royaumes. Le titre du roi à la Grenade est le suivant, :
« Charles the Third, by the Grace of God, King of the United Kingdom of Great Britain and Northern Ireland and of Grenada and His other Realms and Territories, Head of the Commonwealth. »
« Charles Trois, par la grâce de Dieu, roi du Royaume-Uni de Grande-Bretagne et d'Irlande du Nord et de Grenade et de ses autres royaumes et territoires, chef du Commonwealth. »

## Succession au trône
La succession au trône se fait par primogéniture absolue, conformément aux dispositions de l'Acte de succession à la Couronne de 2013 ainsi que de l'Acte d'Établissement de 1701 et de la Déclaration des droits de 1689. Ces textes, bien que votés à l'origine par le Parlement du Royaume-Uni, font partie du droit constitutionnel de la Grenade. L'héritier du trône britannique héritera donc également de la Couronne grenadienne. L'héritier est actuellement le prince William, qui devrait devenir roi de la Grenade à la mort de son père.

## Liste des monarques grenadiens
| No | Portrait     | Nom                                             | Début de règne   | Fin de règne     |
| -- | ------------ | ----------------------------------------------- | ---------------- | ---------------- |
| 1  | Élisabeth II | Élisabeth II (21 avril 1926 – 8 septembre 2022) | 7 février 1974   | 8 septembre 2022 |
| 2  | Charles III  | Charles III (né le 14 novembre 1948)            | 8 septembre 2022 | En cours         |

## Visites royales
La reine Élisabeth II se rend à la Grenade pour la première fois accompagnée du prince Philip dans le cadre de sa tournée des Caraïbes en 1966. Le couple royal visite la capitale du pays, Saint-Georges, où une régate de voile a alors lieu dans le port. Durant sa visite, la reine plante un arbre et assiste à une exposition agricole et à un spectacle de variétés. En 1985, la reine ouvre le Parlement de Grenade à Saint-Georges et assiste à une cérémonie d'investiture ainsi qu'à une « présentation culturelle ».
En 2016, le prince Harry effectue une visite officielle à la Grenade lors d'une tournée des Caraïbes au nom de la reine.

## Opinion publique

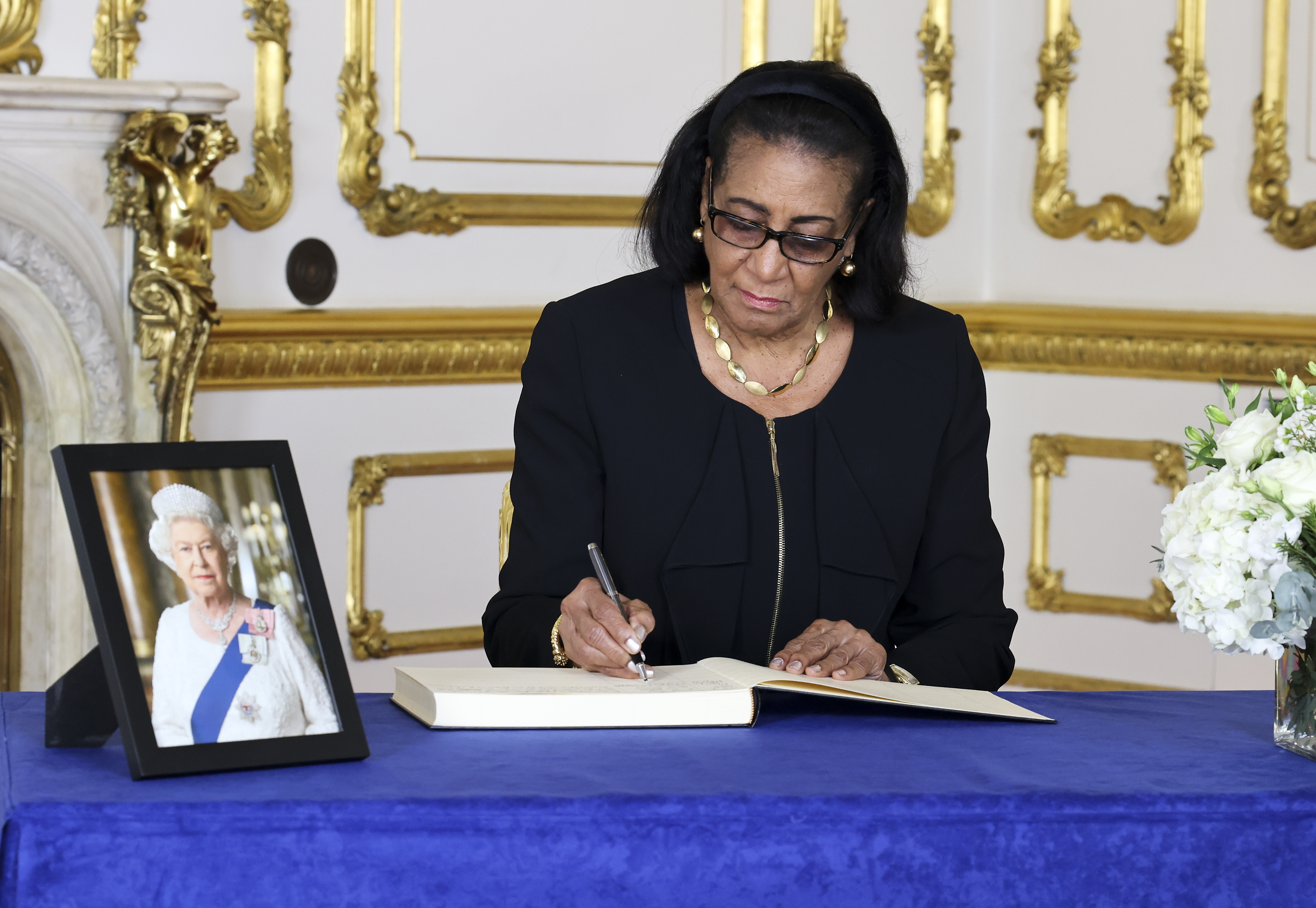
Le gouverneur général Dame Cécile La Grenade signant à Lancaster House le livre de condoléances après la mort de la reine Élisabeth II (2022).

Lors du référendum constitutionnel de 2016 (en), une proposition visant, entre autres, à supprimer les références au monarque dans le serment d'allégeance a été rejetée par 57 % des électeurs,. Deux ans plus tard, un autre référendum visant à remplacer le Comité judiciaire du Conseil privé de la reine par la Cour caribéenne de justice comme ultime cour d'appel du pays échoue avec 55,20 % des votants défavorables à ce projet.
Alors que le Premier ministre, Dickon Mitchell, a fait part de son souhait que la Grenade devienne une république sous sa direction, un sondage réalisé par Lord Ashcroft avant le couronnement de Charles III en mai 2023 révèle que 56 % des Grenadiens soutiennent le maintien de la monarchie, contre 42 % en faveur d'un régime républicain.